# Пандор
Пандор (др.-греч. Πάνδωρος) — персонаж древнегреческой мифологии. Сын афинского царя Эрехтея и Праксифеи.
По Аполлодору у Пандора был брат Кекропс, вместе они основали колонию на Эвбее. Также сообщается и ещё о двух их братьях Метионе и Орнее.
После смерти своего отца Эрехтея Пандор вместе с другими братьями участвовал в борьбе за афинский трон. В итоге основной претендент на трон — старший сын Кекропс был вынужден покинуть Афины, точно так же как и некто Кнуф, который высказался в поддержку Кекропса. Кекропс вначале искал убежища в Мегаре, а затем отправился в Эвбею. Судьбы скитальца не удалось избежать и самому Пандору — он присоединился к своему старшему брату уже в Эвбее, где им и удалось основать колонию